# Corrupción policial en Perú

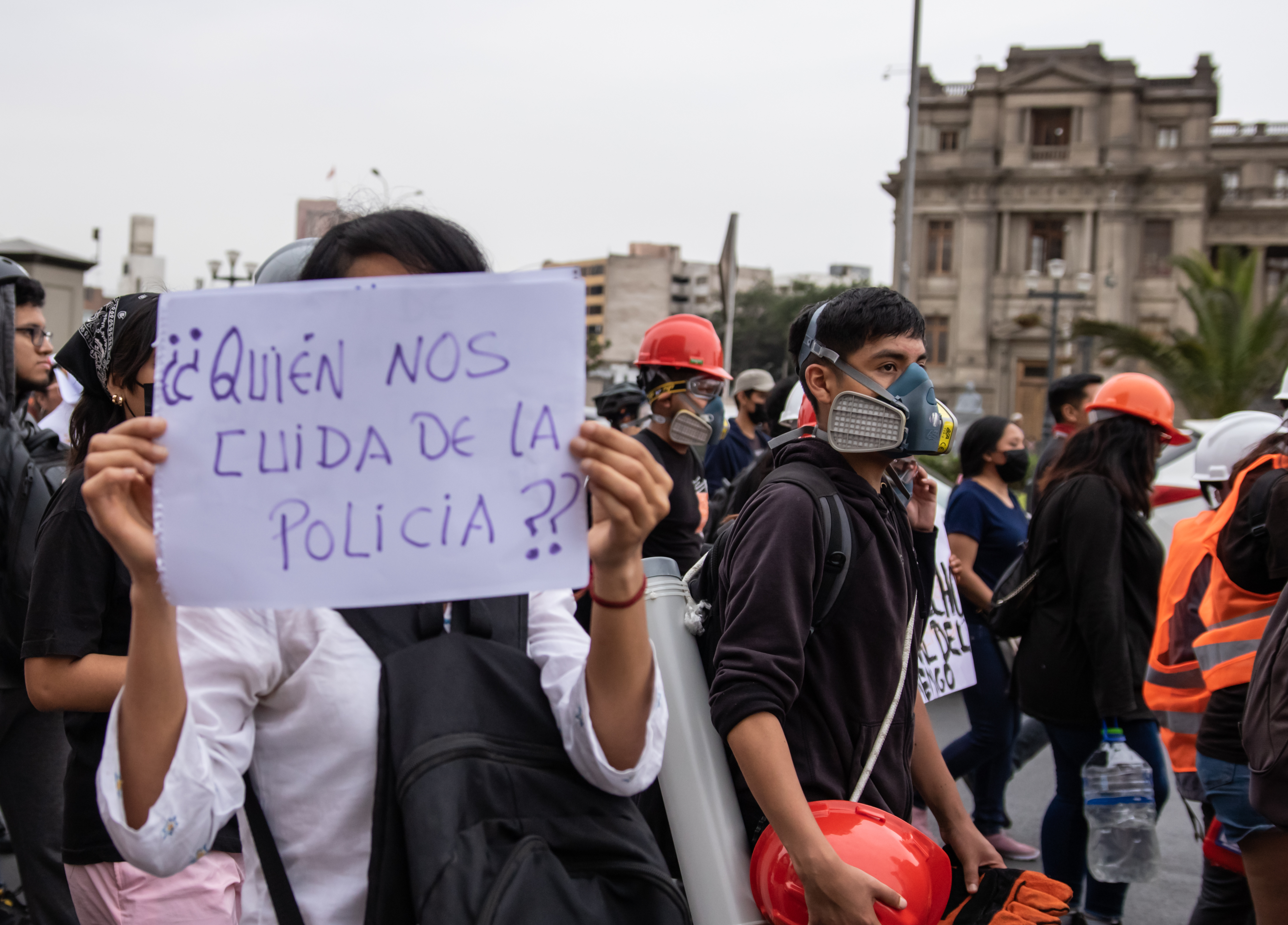
Paro nacional del sábado 28 de enero de 2023 en la ciudad de Lima.

La corrupción policial en Perú es una forma de mala conducta policial en la que los miembros de la Policía Nacional del Perú (PNP) terminan rompiendo su contrato político y abusando de su poder para beneficio personal, desprestigiando a la institución policial. Este tipo de corrupción puede involucrar a uno o un grupo de agentes. La corrupción policial interna es un desafío a la confianza pública, la cohesión de las políticas de los diferentes órganos de línea, los derechos humanos y violaciones legales que implican graves consecuencias. La corrupción policial en Perú puede adoptar muchas formas, como las coimas de tránsito, sobornos para ascender irregularmente de rango, robo de combustible, tráfico de influencias, narcotráfico, alquiler de armas a grupos criminales, complicidad para la extorsión, abuso de autoridad, uso excesivo de la fuerza, conspiración, ofrecimiento de sicariato y espionaje.
Si bien no todos los miembros de las fuerzas policiales cometen actos de corrupción, se considera a la institución policial peruana en crisis.

## Legislación y regulación
Se han promulgado leyes con el objetivo de prevenir, regular y sancionar las infracciones cometidas por los policías peruanos:
- Decreto Legislativo n.° 1186, Decreto Legislativo que regula el uso de la fuerza por parte del personal de la de la Policía Nacional del Perú, publicado el 16 de agosto de 2015.[13]
- Decreto Legislativo n.° 1268, Decreto Legislativo que regula el Régimen Disciplinario de la Policía Nacional del Perú, publicada el 19 de diciembre de 2016.[14]
- Ley n.° 30714, Ley que regula el régimen disciplinario de la Policía Nacional del Perú, publicada el 30 de diciembre de 2017.[15]
- Decreto Legislativo n.° 1150, Decreto Legislativo que regula el Régimen Disciplinario de la Policía Nacional del Perú, publicada el 19 de febrero de 2020.[16]

El Ministerio del Interior cuenta con un Tribunal Disciplinario Nacional. Este es el «órgano de decisión del Sistema Disciplinario Policial a nivel nacional, que resuelve en segunda y definitiva instancia los procedimientos administrativos disciplinarios por la comisión de infracciones muy graves; decide también por infracciones graves cuando éstas son resueltas en primera instancia por el Inspector General de la Policía Nacional del Perú, como consecuencia de las investigaciones realizadas por la Oficina de Asuntos Internos».
La Dirección Contra la Corrupción de la Policía Nacional del Perú (Dircocor-PNP) realiza operativos contra los malos efectivos policiales buscando mantener a la PNP como una institución respetada, admirada y engrandecida por la práctica de valores éticos y morales de sus integrantes.

## Cronología

### 2012
En 2012 fueron sancionados 32 410 oficiales y subalternos por infringir las normas disciplinarias, dentro de los cuales 331 fueron separados de la institución por faltas graves.

### 2013
Durante los primeros seis meses de 2012 (de enero a junio), 3118 policías fueron sancionados por mala conducta. De este total, 2200 policías por faltas leves, 611 por hechos graves y 307 por actos muy graves.

### 2019
El 23 de junio tres policías fueron arrestados luego de una investigación sobre narcotráfico en la Reserva de Biósfera del Manú en la región de Madre de Dios. Se incautaron más de 38 000 dólares, más de 290 kilogramos de cocaína, una avioneta y dos armas de fuego. Un total de 15 personas fueron arrestadas. Los policías fueron acusados de brindar seguridad e información a narcotraficantes que forman parte de una organización criminal internacional.

### 2022
En un megaoperativo en Lima, agentes de la PNP y el Ministerio Público, detuvieron a seis personas que estarían vinculadas a casos de corrupción al interior de la institución policial, entre ellos tres generales de la PNP por la presunta entrega de dinero para ascender irregularmente de rango en 2021.
En un informe especial de la Defensoría del Pueblo, a partir de una encuesta de percepción, en 19 departamentos los ciudadanos «manifestaron que se vieron obligados a entregar regalos, propinas, sobornos o coimas al personal de la Policía Nacional de Perú (PNP) al realizar algún trámite».

### 2023
En mayo, el documental del medio español RTVE Amazonas territorio amenazado reveló que miembros de la Policía Nacional del Perú (PNP) alquilaban sus armas de fuego a bandas criminales dedicadas al narcotráfico y la tala en la Amazonía peruana. En el documental se muestra en una escena a dos hombres con el rostro cubierto contando el grave acto de corrupción a la periodista española Almudena Ariza.  El general PNP Jorge Angulo aceptó que el hecho de corrupción es un problema institucional, que la «prestación de armas» no es un tema reciente y que ya ha originado anteriormente diversas investigaciones dentro de la institución. El primer ministro Alberto Otárola declaró que la presidenta Dina Boluarte ordenó se investiguen y encuentren a los responsables en estos actos de corrupción.
En julio, la capitana Zarella Navarro Carrillo y seis suboficiales de la División Contra el Crimen Organizado intervinieron un camión en el Callao que trasladaba oro e incautaron dos lingotes. Con la excusa de la lucha contra la minería ilegal los policías realizaron la detención e incautación pese a que el traslado del oro no era irregular. Posteriormente, el caso dio un giro cuando le notificaron a la empresa dueña de los lingotes que uno de ellos no era de oro, sino de cobre. Los siete policías fueron luego acusados y detenidos por cambiar un lingote de oro por uno de cobre.
Este año, las fiscalías en diferentes partes país abrieron 523 investigaciones contra efectivos por presuntamente haber recibido sobornos. Ese año se expulsaron a 1030 policías por casos de corrupción.

### 2024
El 13 de febrero en la ciudad de Tacna la Fiscalía Anticorrupción detuvo a cinco policías, allanó la comisaría de Gregorio Albarracín Lanchipa e intervino diferentes viviendas como parte de las investigaciones del caso Los Pulpos. La orden de detención preliminar fue dictada por el Juzgado Penal de Gregorio Albarracín contra cinco suboficiales y el capitán Robert Hernán Peralta Villena. Anteriormente, el 20 de mayo del 2022, se realizó la detención de dos policías y un abogado asociados al caso. El 24 de enero de 2024, también se capturó a un policía y se allanó la casa del alcalde del distrito Ciudad Nueva Walter Cardoza.
En marzo de 2024 el seminario Hildebrandt en sus Trece reportó casos de corrupción con representantes de la minería ilegal cerca de la frontera con Ecuador.

## Casos emblemáticos

### Caso Lagarto
En 2007, personal de la Comisaría de Huaraz llevó a cabo un operativo fueron capturados dos micro comercializadores de cocaína, PBC y marihuana: Juan Carlos Castañeda Sosa, alias «Lagarto», y Juan Portilla Ugaz, alias «Triquiñuelas». En uno de los celulares incautados a Portilla se encontraron audios que correspondían a conversaciones entre él y un efectivo policial. Ambos, al acogerse a las figuras de «colaboración eficaz» y «confesión sincera» rindieron manifestaciones en donde mencionaron que la droga que ambos comercializaban les era entregada, por efectivos de la DIVANDRO-Huaraz. Desde mediados de 2007, fueron acusados el exjefe de la División Regional Antidrogas de Huaraz, el coronel PNP Víctor Canto Corrales, y otros efectivos de dicha unidad de formar parte de una red policial corrupta que favorecía y protegía la comercialización de droga en Huaraz. El caso se denominó popularmente el «Caso Lagarto».
En 2015, se realizó un juicio oral contra 11 exefectivos policiales de la división antidrogas de Huaraz por el presunto delito de tráfico ilícito de drogas por el caso Lagarto, además de acusados por los delitos de cohecho pasivo propio y encubrimiento personal. En 2017, los policías acusados fueron absueltos por el Poder Judicial de Áncash.